# PH-metre

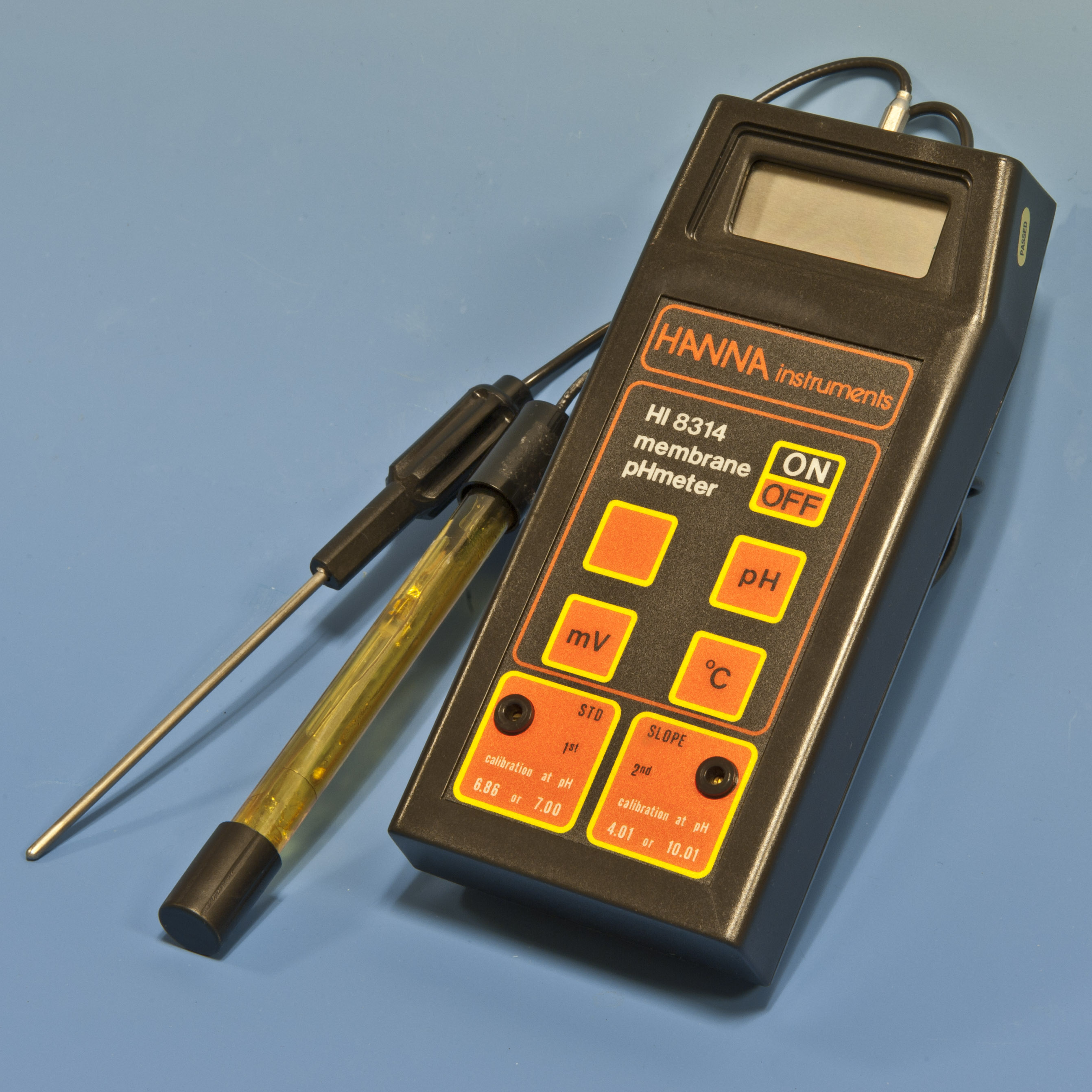
pH-metre. El tub grogós correspon als dos elèctrodes (de referència i de vidre). La vareta és una sonda de temperatura

Un pH-metre és un instrument electrònic de mesura que s'utilitza per determinar el pH (acidesa o basicitat) d'un líquid (tot i que de vegades s'utilitzen sondes especials per tal de determinar el pH de substàncies semisòlides com ara el formatge). Un pH-metre típic consisteix en una sonda especial de mesura (un elèctrode de vidre) connectada a un potenciòmetre i mostra el pH que es detecta.
El 1934 el químic nord-americà Arnold Orville Beckman dissenyà el primer pH-metre, aparell que permet mesurar el pH emprant un elèctrode de vidre, i que fou comercialitzat el 1936, el mateix any que en comercialitzà un la companyia Radiometer de Dinamarca.